# Jaklyn Devos
Jaklyn Devos (* 13. Februar 1992) ist eine ehemalige kanadische Skispringerin.

## Werdegang
Ihre einzigen internationalen Springen machte Devos Ende Juli 2006 in Calgary auf der Normalschanze. Beim ersten Springen im Skisprung-Continental-Cup am 25. Juli 2006 sprang sie 20,5 und 17 Meter weit. Damit belegte Devos den 23. und damit letzten Rang. Am nächsten Tag wurde sie erneut letzte. Diesmal sprang Devos 19 und 13,5 Meter. Da aber bei diesen beiden Springen jeweils weniger als 30 Springerinnen am Start waren bekam sie trotzdem Punkte. Am Ende belegte Devos mit 16 Punkten den 50. Platz der Gesamtwertung.

## Wertungen

### Continental-Cup-Platzierungen
| Saison  | Platz | Punkte |
| ------- | ----- | ------ |
| 2006/07 | 50    | 16     |